# Ivande Kaija
Ivande Kaija, född 1876, död 1942, var en lettisk författare, feminist och självständighetsaktivist. Hon var engagerad i Lettlands självständighetskamp mot Ryssland. Hon var även engagerad i kampen för jämlikhet mellan könen i det självständiga Lettland, och grundade 1918 en grupp för kvinnlig rösträtt. Hennes insamling, under namnet Guldfonden, kom att utgöra grunden för guldreserven i den nya nationen Lettland 1920. 